# Dag-Eilev Fagermo
Dag-Eilev Fagermo (Bærum, 28 januari 1967) is een Noors voetbalcoach en voormalig profvoetballer. Hij won met achtereenvolgens Strømsgodset IF (2006) en Odd Grenland (2008) de titel in de 1. divisjon, waardoor promotie een feit was.